# 朝霧靖子
朝霧 靖子（あさぎり やすこ、Yasuko Asagiri 1977年12月9日 - ）は、日本の女優である。愛称は、靖子、やっちゃん。広島県広島市出身。アイリンク株式会社所属。2000年、パリ・ユネスコ本会議場での着物ショーで、モデルとしてデビュー。

## 略歴
ハワイとイギリスで暮らした経験があるため、英語が堪能である。イギリスへは演劇を学ぶために留学をした。茶道（表千家）を長年嗜んでいる。着付け師や通訳として映像作品に参加することもある。

## 出演

### 映画
- まだまだあぶない刑事（鳥井邦夫監督）
- 遠影（坂元亮監督）
- サラリーマンNEO（吉田照幸監督）
- 11.25 自決の日 三島由紀夫と若者たち（若松孝二監督）
- 東京に来たばかり（ジアン・チンミン監督）
- ガール（深川栄洋監督）
- 貞子3D（英勉監督）
- バトルシップ（ピーター・バーグ監督）
- 「来つ寝世鏡奇譚」（野田千晶監督）
- 「連鎖」（高橋コウジ監督）
- 「STROBE LIGHT」（片元亮監督）
- 「房江」主演（高山直美監督）
- あやかしの世界（高橋コウジ監督）
- 「アオギリにたくして」（中村柊斗監督）

### テレビドラマ
- TBS こちら本池上署
- TV東京 夏泊殺人岬
- CX 坊ちゃん教授の事件簿
- TBS 霧の旗
- TXN ウルトラQ dark fantasy
- TV朝日 砦なき者
- CX マルモのおきて
- TV朝日 聞かなかった場所
- CX 私が恋愛できない理由
- TXN アナザーフェイス
- TX さばドル
- CXリーガル・ハイ
- NTVトッカンレギュラー

### 舞台
- 「八十八ものがたり」代々木オリンピックセンター 大ホール
- 「日の浦姫物語」ウッディシアター中目黒
- 「恋愛戯曲」(主演) ウッディシアター中目黒
- 「Am I going ahead?」キッドアイラックホール明大前
- 「大泉ワンマンショー」池袋 サンシャインシアター

### PV
- 「くるみ」 (Mr.Children)
- 「サブロク」 （BARABARADA)
- 「助演男優賞」（Creepy Nuts(R-指定&DJ松永)） - テーコ喜多川 役